# Physoctonus
Genre
Physoctonus est un genre de scorpions de la famille des Buthidae.

## Distribution
Les espèces de ce genre sont endémiques du Brésil.

## Liste des espèces
Selon The Scorpion Files (13/02/2021) :
- Physoctonus amazonicus Lourenço, 2017
- Physoctonus debilis (C. L. Koch, 1840)
- Physoctonus striatus Esposito, Yamaguti, Souza, Pinto da Rocha & Prendini, 2017

## Publication originale
- Mello-Leitão, 1934 : « A proposito de um novo Vejovida do Brasil. » Annaes da Academia Brasileira de Ciencias, vol. 6, no 2, p. 75–83.